# Sommer-PL
De paralympiske sommerlege et et paraomlympisk stævne, der bliver afholdt hvert fjerde år. Det er et stævne for personer med fysiske og psykiske handicap. Sommer-PL bliver arrangeret af Internationale Paralympiske Komité. 

## Sommer-PL
| Lege | År   | Afholder                                         | Datoer                                         | Nationer             | Deltagere            | Deltagere            | Deltagere            | Sport                | Begivenheder         | Ref                  |                      |
| Lege | År   | Afholder                                         | Datoer                                         | Nationer             | Total                | Mænd                 | Kvinder              | Sport                | Begivenheder         | Ref                  |                      |
| ---- | ---- | ------------------------------------------------ | ---------------------------------------------- | -------------------- | -------------------- | -------------------- | -------------------- | -------------------- | -------------------- | -------------------- | -------------------- |
| I    | 1960 | Rom, Italien                                     | 18 – 25. september                             | 23                   | 400                  |                      |                      | 8                    | 57                   | [ 1 ] [ 2 ]          |                      |
| II   | 1964 | Tokyo, Japan                                     | 3 – 12. november                               | 21                   | 375                  | 307                  | 68                   | 9                    | 144                  | [ 1 ] [ 2 ]          |                      |
| III  | 1968 | Tel Aviv, Israel                                 | 4 – 13. november                               | 29                   | 750                  |                      |                      | 10                   | 181                  | [ 1 ] [ 2 ]          |                      |
| IV   | 1972 | Heidelberg, Vesttyskland                         | 2 – 11. august                                 | 41                   | 1004                 |                      |                      | 10                   | 187                  | [ 1 ] [ 2 ]          |                      |
| V    | 1976 | Toronto, Canada                                  | 3 – 11. august                                 | 32                   | 1657                 | 1404                 | 253                  | 13                   | 447                  | [ 1 ] [ 2 ]          |                      |
| VI   | 1980 | Arnhem, Holland                                  | 21 – 30. juni                                  | 42                   | 1973                 |                      |                      | 12                   | 489                  | [ 1 ] [ 2 ]          |                      |
| VII  | 1984 | Stoke Mandeville, United Kingdom / New York, USA | 17 – 30. juni (US) / 22. juli - 1. august (UK) | 54                   | 2091                 |                      |                      | 18                   | 903                  | [ 1 ] [ 2 ]          |                      |
| VIII | 1988 | Seoul, Sydkorea                                  | 15 – 24. oktober                               | 61                   | 3057                 |                      |                      | 16                   | 732                  | [ 1 ] [ 2 ]          |                      |
| IX   | 1992 | Barcelona og Madrid, Spanien                     | 3 – 14. september                              | 93                   | 4620                 |                      |                      | 17                   | 555                  | [ 1 ] [ 2 ]          |                      |
| X    | 1996 | Atlanta, USA                                     | 16. – 25. august                               | 104                  | 3259                 | 2469                 | 790                  | 20                   | 508                  | [ 1 ] [ 2 ]          |                      |
| XI   | 2000 | Sydney, Australien                               | 18. – 29. oktober                              | 127                  | 3846                 | 2867                 | 979                  | 20                   | 551                  | [ 1 ] [ 2 ]          |                      |
| XII  | 2004 | Athen, Grækenland                                | 17. – 28. september                            | 136                  | 3806                 | 2646                 | 1160                 | 19                   | 517                  | [ 1 ] [ 2 ]          |                      |
| XIII | 2008 | Beijing, Kina                                    | 6. – 17. september                             | 148                  | 4200                 |                      |                      | 20                   | 472                  | [ 1 ] [ 2 ]          |                      |
| XIV  | 2012 | London, Storbriannien                            | 29. august - 9. september                      | 164                  | 4302                 |                      |                      | 20                   | 503                  | [ 1 ] [ 2 ]          |                      |
| XV   | 2016 | Rio de Janeiro, Brasilien                        | 7. – 18. september                             |                      |                      |                      |                      |                      |                      |                      |                      |
| XVI  | 2020 | Tokyo, Japan                                     | 25. august - 6. september                      | fremtidig begivenhed | fremtidig begivenhed | fremtidig begivenhed | fremtidig begivenhed | fremtidig begivenhed | fremtidig begivenhed | fremtidig begivenhed | fremtidig begivenhed |